# Feelindigo
Feelindigo — українське видавництво настільних ігор, засноване у 2015 році в Києві. Компанія спеціалізується на створенні оригінальних ігор, локалізації світових хітів українською мовою та розробці ігор для сімейної аудиторії, освіти й бізнесу. Засновниками видавництва є Олександр Борисенко та Кирило Левін. Feelindigo активно співпрацює з українськими авторами, ілюстраторами та дизайнерами, просуваючи культуру настільних ігор в Україні.

## Історія
Видавництво Feelindigo розпочало діяльність у 2015 році з випуску п'яти кишенькових ігор власної розробки та десяти локалізацій, серед яких світові бестселери, такі як «Доміношне королівство» та «Кодові імена». Назва «Feelindigo» поєднує слова англ. feel (відчувати) та indigo (індиго), що символізує емоційність і унікальність ігор компанії.
Першим значним успіхом стала гра «Вечірка мопсів», створена Олександром Борисенком за мотивами карткової гри Shitcat, яку він адаптував, додавши власні механіки та ілюстрації художника Євгена Харука. Процес розробки гри тривав десять місяців, а її популярність закріпила позиції Feelindigo на українському ринку.
До 2020 року Feelindigo видало 28 настільних ігор тиражем по 1000 примірників кожна. Під час пандемії COVID-19 компанія зіткнулася з фінансовими труднощами: кількість клієнтів скоротилася, а штат зменшився з 11 до 2 осіб. Для подолання кризи Feelindigo запустило краудфандингову кампанію, що дозволило випускати ігри за попередніми замовленнями.

## Діяльність
Feelindigo займається кількома напрямками:
- Створення оригінальних ігор: серед популярних — «Вечірка мопсів», «Мотлох або Скарб», «Квакнуті музики» (автор Вадим Іванов) та «Курка або яйце» (автор Олександр Ушан)[2][6].
- Локалізація світових хітів: видавництво адаптувало українською такі ігри, як Kingdomino, Carcassonne, Codenames, Rummikub, які отримали нагороди на міжнародних виставках, зокрема Spiel des Jahres[5][7].
- Освітні проєкти: у співпраці з громадською спілкою «Освіторія» та за підтримки Міжнародного фонду «Відродження» у 2020 році Feelindigo розробило гру «Критикотики» для розвитку критичного мислення. Гру створили Наталя Каташинська, Інна Большакова та Олена Павлова за участі персонажа кота Інжира[8].
- Гейміфікація: компанія розробляє настільні ігри для бізнесу та корпоративних подарунків[3].

Виробництво ігор здійснюється в Україні з використанням професійного обладнання для створення гральних карт, а продукція має вологостійке та зносостійке пакування. Feelindigo співпрацює з місцевими підрядниками, які спеціалізуються на різних етапах виробництва — від друку до пакування.

## Місія та вплив
Feelindigo позиціонує себе як культурну ініціативу, що сприяє розвитку настільних ігор в Україні нарівні з літературою, музикою та кіно. Компанія прагне виховувати через ігри позитивні цінності, розвивати навички співпраці та критичного мислення.
Співзасновник Олександр Борисенко активно виступає за локалізацію настільних ігор українською мовою. У 2020 році він ініціював лист-звернення до Уповноваженого із захисту державної мови з пропозицією розробити законодавчі зміни для підтримки українського ринку настільних ігор, зокрема щодо обов'язкового перекладу інструкцій і компонентів. Ця ініціатива спрямована на поступове збільшення частки україномовного контенту на ринку, де домінують російські локалізації.

## Визнання
У 2020 році компанію номінували до списку «ТОП-100 місцевих брендів» за відгуком Олі Шиленко, яка порівняла пристрасть Feelindigo до своїх ігор із ентузіазмом Ілона Маска до SpaceX. На фестивалі «Ігросфера 2017» у Львові видавництво вразило відвідувачів асортиментом і підходом до розробки.